# Trissolcus

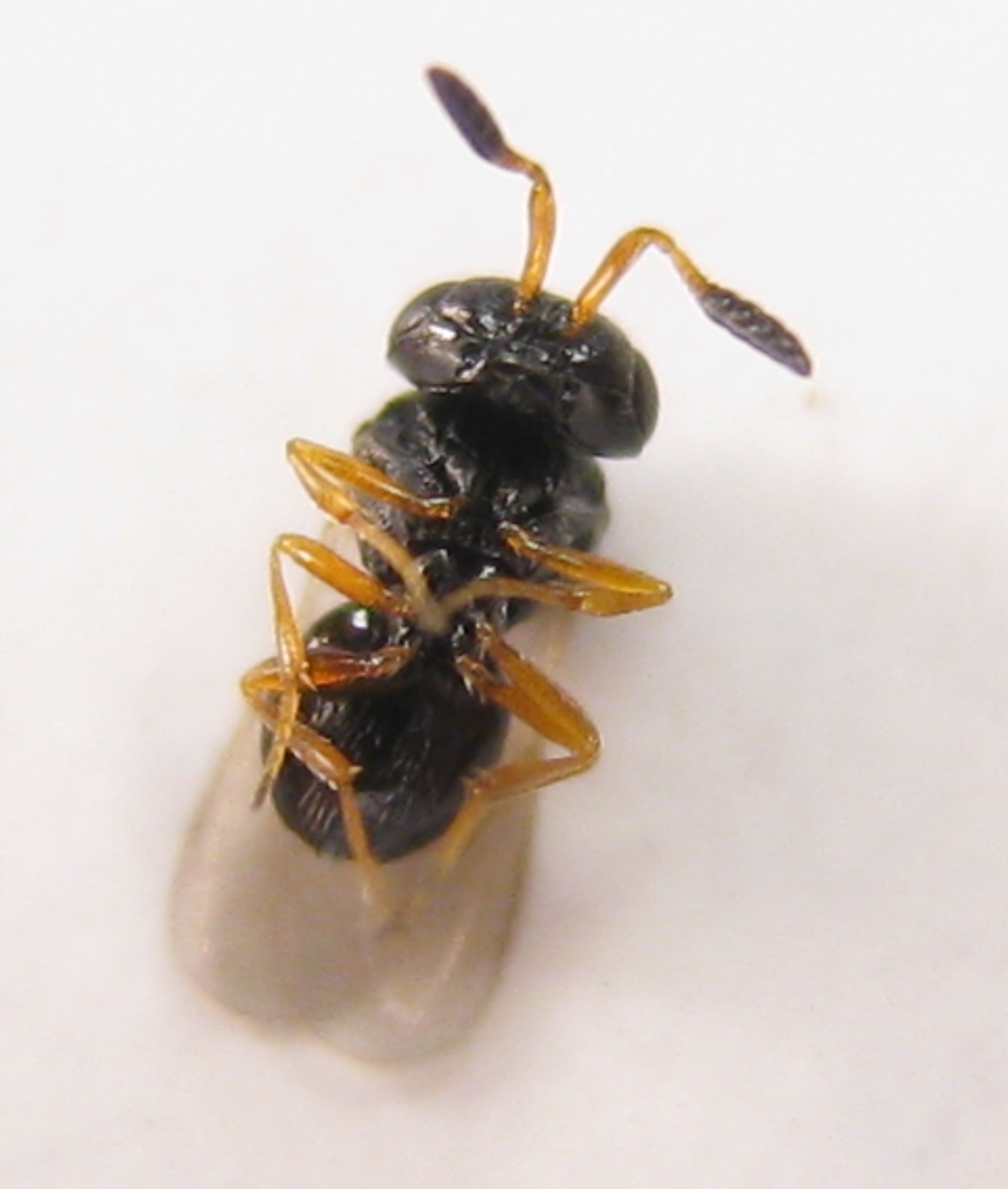
Trissolcus edessae hembra

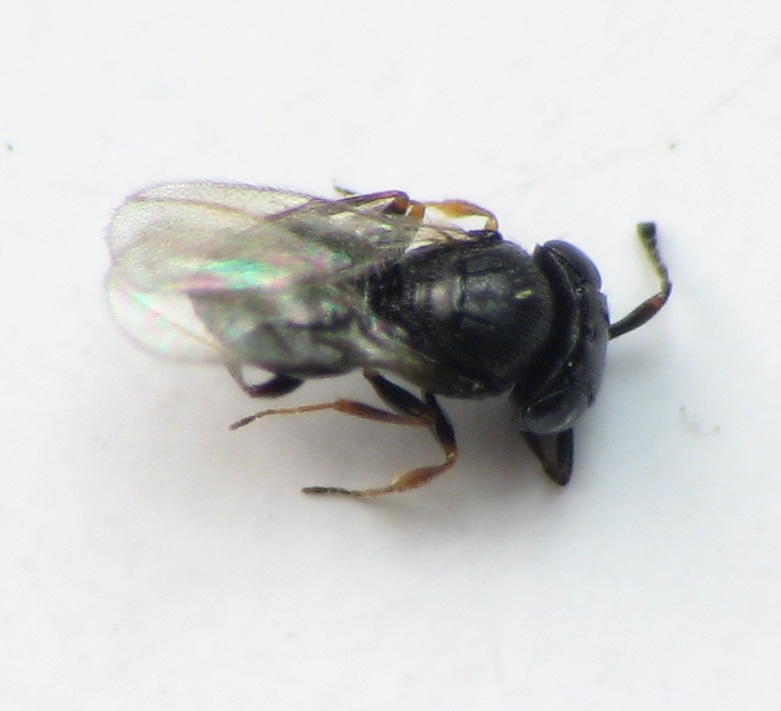
Trissolcus euschisti

Trissolcus es un género de avispas parasitoides de la familia Platygastridae. Hay por lo menos 180 especies descritas de Trissolcus. Parasitan los huevos de Pentatomomorpha.

## Especies
Estas 27 especies pertenecen a Trissolcus:
- Trissolcus alpestris (Kieffer, 1909) g
- Trissolcus ancon Johnson, 1991 g
- Trissolcus arminon (Walker, 1838) g
- Trissolcus asperlineatus (Mineo & Szabo, 1981) g
- Trissolcus barrowi (Dodd) g
- Trissolcus basalis (Wollaston, 1858) c g
- Trissolcus belenus (Walker, 1836) g
- Trissolcus biroi (Szabo, 1965) g
- Trissolcus bodkini Crawford g
- Trissolcus brochymenae (Ashmead) g b
- Trissolcus cantus Kozlov & Le, 1977 g
- Trissolcus carinifrons Cameron g
- Trissolcus choaspes (Nixon, 1939) g
- Trissolcus circus Kozlov & Le, 1976 g
- Trissolcus cosmopeplae Gahan g
- Trissolcus cultratus Mayr g
- Trissolcus davatchii (Javahery, 1968) g
- Trissolcus discolor (Ratzeburg, 1848) g
- Trissolcus djadetshko (Ryakhovskii, 1959) g
- Trissolcus dryope (Kozlov & Le, 1976) g
- Trissolcus edessae Fouts, 1920 b
- Trissolcus elasmuchae (Watanabe, 1954) g
- Trissolcus eriventus Le g
- Trissolcus eurydemae (Vasiliev, 1915) g
- Trissolcus euschisti (Ashmead, 1893) g b
- Trissolcus evanescens Kieffer, 1904 g
- Trissolcus exerrandus Kozlov & Le g
- Trissolcus festivae (Viktorov, 1964) g
- Trissolcus flaviscapus Dodd, 1916 g
- Trissolcus fulmeki (Soyka, 1942) g
- Trissolcus ghorfii (Delucchi & Voegelé, 1961) g
- Trissolcus gonopsidis Watanabe g
- Trissolcus grandis (Thomson, 1860) g
- Trissolcus hullensis Harrington g
- Trissolcus hyalinipennis Rajmohana & Narendran g
- Trissolcus kozlovi Ryakhovskii, 1975 g
- Trissolcus lampe (Kozlov & Le, 1976) g
- Trissolcus larides Nixon g
- Trissolcus latisulcus (Crawford, 1913) g
- Trissolcus leviventris Cameron g
- Trissolcus lodosi (Szabo, 1981) g
- Trissolcus manteroi (Kieffer, 1909) g
- Trissolcus maori Johnson, 1991 c g
- Trissolcus mitsukurii Ashmead g
- Trissolcus mopsus Nixon g
- Trissolcus oenone (Dodd, 1913) c g
- Trissolcus oobius (Kozlov, 1972) g
- Trissolcus pentatomae (Rondani, 1877) g
- Trissolcus perepelovi Kozlov g
- Trissolcus perrisi (Kieffer, 1906) g
- Trissolcus personatus Johnson, 1991 g
- Trissolcus plautiae Watanabe g
- Trissolcus pseudoturesis (Ryakhovskii, 1959) g
- Trissolcus rufiventris (Mayr, 1907) g
- Trissolcus saakowi Mayr g
- Trissolcus schimitscheki (Szelenyi, 1942) g
- Trissolcus scutellaris (Thomson, 1861) g
- Trissolcus semistriatus (Nees, 1834) g
- Trissolcus simoni (Mayr, 1879) g
- Trissolcus stoicus Nixon g
- Trissolcus tersus Le g
- Trissolcus theste (Walker, 1838) g
- Trissolcus trophonius Nixon g
- Trissolcus tumidus (Mayr, 1879) g
- Trissolcus utahensis Ashmead g
- Trissolcus vassilliewi (Mayr, 1879) g
- Trissolcus vesta Kozlov & Le g
- Trissolcus viktorovi Kozlov, 1968 g
- Trissolcus vindicius Nixon g
- Trissolcus volgensis (Viktorov, 1964) g
- Trissolcus waloffae (Javahery, 1968) g
- Trissolcus yamagishii Ryu g

Fuentes: i = ITIS, c = Catalogue of Life, g = GBIF, b = Bugguide.net